# Ray Porter
Raymond Porter es un actor y narrador de audiolibros estadounidense, más conocido por interpretar al villano de DC Comics Darkseid en Liga de la Justicia de Zack Snyder.

## Carrera
Después de aparecer en muchas series de televisión, llamó la atención cuando fue elegido como Darkseid en la película Liga de la Justicia de 2017, convirtiéndose en el primer actor elegido para interpretar el personaje en una película de acción real. Sin embargo, Darkseid no apareció en la versión de cines, por lo cual Liga de la Justicia de Zack Snyder marcó la primera aparición del personaje en una película de acción real. Porter interpretó a Darkseid mediante el uso de captura de movimiento y "realizó algunas gimnasias vocales diferentes tratando de descubrir la voz". En febrero de 2022, participó en la película Rebel Moon de Snyder.

## Filmografía

### Películas
| Año  | Título                                 | Papel               | Notas                       |
| ---- | -------------------------------------- | ------------------- | --------------------------- |
| 2000 | Casi famosos                           | Roadie Mick         |                             |
| 2000 | The Scarecrow                          | Count Grisham (voz) | Voz, directo a video        |
| 2003 | Sin                                    | Jeff                |                             |
| 2009 | The Path of Atticus: Gods and Monsters | Tifón               | Voz, directo a video        |
| 2010 | The Runaways                           | Miembro de la banda |                             |
| 2011 | The Little Engine That Could           | Nightmare Train     | Voz, directo a video        |
| 2012 | Argo                                   | Primer A.D.         |                             |
| 2021 | Liga de la Justicia de Zack Snyder     | Darkseid            | Voz y captura de movimiento |
| 2023 | Rebel Moon                             | Hickman             | Posproducción               |

### Televisión
| Año       | Título                            | Papel                       | Notas                                                               |
| --------- | --------------------------------- | --------------------------- | ------------------------------------------------------------------- |
| 1998      | Murphy Brown                      | Hombre joven                | Episodio: "The Last Temptation of Murphy"                           |
| 1999–2001 | ER                                | Sam Broder                  | 3 episodios                                                         |
| 2001      | Frasier                           | Dwayne                      | Episodio: "The Show Must Go Off"                                    |
| 2002      | Will & Grace                      | Dad                         | Episodio: "He Shoots, They Snore"                                   |
| 2003      | In-Laws                           | Jeff                        | Episodio: "Two Rooms"                                               |
| 2003      | Dragnet                           |                             | Episodio: "Well Endowed"                                            |
| 2003–2004 | Teen Titans                       | Personajes adicionales      | Voz, 16 episodios                                                   |
| 2005      | The Suite Life of Zack and Cody   | Derrick                     | Episodio: "Dad's Back"                                              |
| 2005      | Bible Battles                     | Abraham                     | Documental                                                          |
| 2006      | Medium                            | Putt Putt Golf Man          | Episodio: "Four Dreams"                                             |
| 2007      | Last Stand of the 300             | Priest of the Oracle        | Documental                                                          |
| 2008      | Monk                              | Dale "the Whale" Biederbeck | Episodio: "Mr. Monk Is on the Run"                                  |
| 2009      | It's Always Sunny in Philadelphia | Gerry                       | Episodio: "The Gang Exploits the Mortgage Crisis"                   |
| 2009      | Southland                         | Roy                         | Episodio: "Two Gangs"                                               |
| 2009      | CSI: Crime Scene Investigation    | Carl Van Goe                | Episodio: "The Gone Dead"                                           |
| 2009      | The Closer                        | Adrian Beck                 | Episodio: "Strike Three"                                            |
| 2010      | Justified                         | Hestler Jones               | 3 episodios                                                         |
| 2010      | Sons of Anarchy                   | Head Red                    | Episodio: "Home"                                                    |
| 2012      | Jorge el curioso                  | Howlin' Hal                 | Voz, Episodio: "DJ George/Curious George Paints the Town"           |
| 2014      | Shameless                         | Jefe de Lip                 | Episodios: "Like Father, Like Daughter" and "Hope Springs Paternal" |
| 2014      | El mentalista                     | Wick Ammon                  | Episodio: "Nothing But Blue Skies"                                  |
| 2018      | Modern Family                     | Lazlo                       | Episodio: "In Your Head"                                            |
| 2019      | The Kids Are Alright              | Ernie                       | Episodio: "Nine Birthdays"                                          |
| 2022      | Naomi                             | Brutus                      | Episodio: "Who Am I?"                                               |
| 2022      | Army of the Dead: Lost Vegas      | TBA                         | Voz                                                                 |

### Videojuegos
| Año  | Título                   | Papel                             | Notas |
| ---- | ------------------------ | --------------------------------- | ----- |
| 1996 | Clandestiny              | Magnus Og / Vicar / Jester / Doll |       |
| 1998 | Tender Loving Care       | Voz en la radio #1                |       |
| 2010 | BioShock 2               | Mark Meltzer                      |       |
| 2010 | Medal of Honor           | Pistolero 06                      |       |
| 2021 | The Elder Scrolls Online | Rynkyus                           |       |

### Audiolibros
| Año  | Título                                    | Papel | Notas                            |  |
| ---- | ----------------------------------------- | --- | -------------------------------- |  |
| 2008 | And the Hippos Were Boiled in Their Tanks | Todos los personajes |                                  |  |
| 2008 | Hell House                                | Todos los personajes |                                  |  |
| 2009 | The Amityville Horror                     | Todos los personajes |                                  |  |
| 2010 | Patient Zero                              | Todos los personajes | Joe Ledger, libro 1              |  |
| 2014 | Half-Off Ragnarok                         | Todos los personajes (excepto Verity Price)                                                                                       | InCryptid, libro 3               |  |
| 2015 | Pocket Apocalypse                         | Todos los personajes | InCryptid, libro 4               |  |
| 2016 | We are Legion (We are Bob)                | Todos los personajes | Bobiverse, libro 1               |  |
| 2017 | For We Are Many                           | Todos los personajes | Bobiverse, libro 2               |  |
| 2017 | All These Worlds                          | Todos los personajes | Bobiverse, libro 3               |  |
| 2018 | The Terminal List                         | Todos los personajes | Serie The Terminal List, libro 1 |  |
| 2019 | True Believer                             | Todos los personajes | Serie The Terminal List, libro 2 |  |
| 2020 | Savage Son                                | Todos los personajes | Serie The Terminal List, libro 3 |  |
| 2020 | The Sandman                               | Gilbert / Martin Tenbones / Wesley Dodds / Hector Hall / Beelzebub / Security Guard / Richard Burbage / Griffin / Mark / Mulligan |                                  |  |
| 2020 | Heaven's River                            | Todos los personajes | Bobiverse, libro 4               |  |
| 2021 | The Devil's Hand                          | Todos los personajes | Serie The Terminal List, libro 4 |  |
| 2021 | Project Hail Mary                         | Todos los personajes |                                  |  |
| 2021 | The Bridge Sequence Lost Contact          | Todos los personajes |                                  |  |
| 2021 | The Apollo Murders                        | Todos los personajes |                                  |  |
| 2021 | The Bridge Sequence Lost Time             | Todos los personajes |                                  |  |
| 2022 | Roadkill                                  | Todos los personajes |                                  |  |
| 2022 | In The Blood                              | Todos los personajes | Serie The Terminal List, libro 5 |  |
| 2023 | Only the Dead                             | Todos los personajes | Serie The Terminal List, libro 6 |  |